# 今井三郎
今井 三郎（いまい さぶろう、1885年（明治18年）5月31日 - 1942年（昭和17年）3月10日）は、日本メソジスト教会の牧師である。

## 経歴
1885年（明治18年）に宮城県石巻大町に生まれる。中学校（現、宮城県仙台第二高等学校）在籍中に、親友の事故死を通して求道を始め、来日したジョン・モット、海老名弾正の説教を聴いて、キリスト教に入信した。
1908年に青山学院高等科に入学し、本多庸一院長、岡田哲蔵の薫陶を受ける。本郷組合教会（現、日本基督教団弓町本郷教会）に通い、海老名弾正より洗礼を受ける。
1912年（大正元年）にアメリカ合衆国に渡り、カリフォルニア大学、太平洋神学校に留学する。その後、排日運動のためにハーバード大学に進学をするのを断念する。その後、カリフォルニア州沿岸の日本人伝道を志し、オークランド日本人教会の牧師になった。
1919年（大正8年）日本で内村鑑三や中田重治が再臨運動を始めると、海老名弾正と共に反対の演説をした。
『日米新聞』『新世界』などの邦人新聞へ寄稿したり、排日法案の上程を阻止しようとした。その後、ハーバード大学院に入学し、1923年に帰国する。
その後、青山学院教会牧師に就任する。また、青山学院高等部教授になり青山女学院でも教えた。1923年よりメソジストの本郷中央教会の牧師になり、1936年には日本メソジスト教会伝道局長になるが、1941年辞任する。